# Korongbogárfélék
A korongbogárfélék (Trogossitidae) a rovarok (Insecta) osztályában a bogarak (Coleoptera) rendjébe, azon belül a mindenevő bogarak (Polyphaga) alrendjébe tartozó család.

## Magyarországon előforduló fajok
A lista nem feltétlenül teljes:
Peltinae (Latreille, 1806)
Peltis (O.F. Müller, 1764)
Rozsdaszínű korongbogár (Peltis ferruginea) (Linnaeus, 1758)
Thymalus (Latreille, 1802)
Bronzfényű korongbogár (Thymalus limbatus) (Fabricius, 1787)
Trogossitinae (Latreille, 1802)
Grynocharis (C.G. Thomson, 1859)
Hosszúkás korongbogár (Grynocharis oblonga) (Linnaeus, 1758)
Ancyrona (Reitter, 1876)
Japán korongbogár (Ancyrona japonica) (Reitter, 1889)
Tenebroides (Piller & Mitterpacher, 1783)
Lisztmentő korongbogár (Tenebroides mauritanicus) (Linnaeus, 1758)
Tenebroides fuscus (Goeze, 1777) - Előfordulása és önálló faji státusza bizonytalan.
Nemozoma (Latreille, 1804)
Karcsú korongbogár (Nemozoma elongatum) (Linnaeus, 1761)

## Fordítás
- Ez a szócikk részben vagy egészben  a   Gnagbiller című norvég Wikipédia-szócikk fordításán alapul.  Az eredeti cikk szerkesztőit annak laptörténete sorolja fel. Ez a jelzés csupán a megfogalmazás eredetét és a szerzői jogokat jelzi, nem szolgál a cikkben szereplő információk forrásmegjelöléseként.